# ایشتروپ
ایشتروپ (به آلمانی: Eystrup) یک شهر در آلمان است که در Nienburg واقع شده‌است. ایشتروپ ۳٬۴۰۸ نفر جمعیت دارد.